# Christelijke Nederlandsche Voetbal Bond
De Christelijke Nederlandsche Voetbalbond was een Nederlandse voetbalbond voor christelijke voetbalclubs die uit overtuiging op zaterdag wilden spelen. De CNVB werd opgericht op 26 januari 1929 en opgeheven op 1 augustus 1940.

## Kantoorvoetbal
Ook voor de oprichting van de CNVB werd er al op zaterdag gevoetbald. Dat was in de competitie van het kantoorvoetbal, waarin teams van bedrijven in actie kwamen. De oudste kantoorvoetbalvereniging was de Telegraaf Ambtenaren Voetbal Vereeniging uit Amsterdam, opgericht in 1904. vanaf 1910 kwam het kantoorvoetbal echt van de grond, toen de medewerkers van de Stoomvaart Maatschappij Nederland vrij kregen op zaterdagmiddag en startten met een eigen bedrijfscompetitie.
De clubs die later de CNVB zouden vormen hadden aanvankelijk een kleine competitie in de regio Amsterdam, maar sloten zich bij het kantoorvoetbal aan.

## CNVB
In 1929 richtten deze clubs de Nederlandsche Zaterdagmiddag Voetbalbond op. Nog in datzelfde jaar werd de naam veranderd in Christelijke Nederlandsche Voetbal Bond en was het voor Nederland typische christelijke zaterdagvoetbal definitief een feit.
De CNVB was in de jaren 1934-1936 op zijn grootste omvang met 15 afdelingen:
- I: Utrecht;
- II: Zwolle;
- III Twente-West;
- IV Noord-Holland (later West-Friesland);
- V Amsterdam;
- VI Drenthe;
- VII Friesland;
- VIII Twente-Oost,
- IX Noord-Brabant; In de praktijk heeft Afdeling IX alleen in 1933-1934 bestaan, maar de telling werd nadien niet aangepast.
- X Apeldoorn;
- XI Veluwe West;
- XII Gelderland Zuid;
- XIII Zeeland;
- XIV Arnhem en
- XV Gelderland Oost
- District Rotterdam.

In 1936 verdween de Afdeling Veluwe West en in 1937-1938 werden Twente West en Oost gecombineerd tot Afdeling Twente. Vanaf 1938-1939 werd de nummering losgelaten en bestonden enkel nog de Afdeling Utrecht, Zwolle, Amsterdam, Friesland, Twente, Apeldoorn, Zuid-Gelderland, Groningen en Rotterdam.
Veel christelijke clubs sloten zich nooit bij de CNVB aan. Zij bleven liever in de zaterdagmiddag-competities van hun plaatselijke neutrale bond spelen. Dit gold met name voor de regio Den Haag en Leiden. Voor zover bekend heeft de C.N.V.B. nooit een officiële registratie van clubnamen gehad.
In 1940 fuseerde de CNVB met de KNVB.